# Lička visoravan
Lička visoravan – płaskowyż w Chorwacji, na obszarze Liki.
Rozciąga się pomiędzy Gorskim kotarem (północ), Welebitem (zachód i południowy zachód) a Kapelą i Plješivicą (północny wschód).
Jego częścią są następujące polja: Gacko polje, Koreničko polje, Krbavičko polje, Krbavsko polje, Ličko polje i Lipovo polje.